# التجريدة الإنجليزية المصرية على دارفور
التجريدة الإنكليزية المصرية على دارفور (بالإنجليزية: Anglo-Egyptian Darfur Expedition) ، عام 1916، كانت عملية عسكرية قامت بها قوات من الامبراطورية البريطانية وسلطنة مصر، وقامت بغزو وقائي لسلطنة دارفور. تشكلت التجريدة البريطانية والمصرية لأنهم كانوا يعتقدون أن زعيم دارفور، السلطان علي دينار، كان يستعد لغزو السودان الذي كان تحت الإدارة الإنكليزية المصرية.
نظم القائد البريطاني للجيش المصري، ريجنالد ونجت، قوة من حوالي 2.000 رجل، تحت قيادة ضابط بريطاني آخر، المقدم فليپ جيمس فاندلور كـِلي، لتولي مسئولية الحملة. في مارس 1916، أعطى ونكت أمراً لكـِلي بعبور الجبهة وبدأ الحملة.
في مايو، كانت القوات الإنكليزية المصرية قد وصلت الفاشر، عاصمة دارفور. بعدها، وقعة المعركة الحاسمة عند برينكيا، كان جيش الفور قد هزم تماماً تقريباً واستولت القوات الإنكليزية المصرية على العاصمة في اليوم التالي. السلطان دينار كان قد غادر بالفعل قبل وصولهم دارفور، البلاد التي تشبه في مساحتها فرنسا، أصبحت مؤمنة الآن. كانت التجريدة بمثابة نجاح كامل للإنكليز-المصريين. سلطان دارفور حاول التفاوض حول شروط الإستسلام لكن البريطانيون كانوا يعتقدون أنه يماطل من أجل كسب الوقت، ولذلك فقد أوقفو المحادثات. تراجع دينار إلى الجبال، لكن في النهاية أصبح مكانه معلوماً لدى القوات الإنكليزية المصرية. أرسلت قوة صغيرة لتعقبه، وبعد اشتباك قصير قُتل دينار في المعركة في نوفمبر 1916 وأصبحت دارفور ولاية سودانية.

## خلفية
في أواخر القرن التاسع عشر وأوائل القرن العشرين كانت دارفور، والتي تعني «أرض الفور»، بلد مستقل، تقع غرب السودان وشرق ما عرف فيما بعد بأفريقيا الإستوائية الفرنسية. وتساوي في مساحتها فرنسا ويمكن أن تقسم إلى ثلاث مناطق: منطقة شبه قاحلة في الشمال، حيث تتساقط كميات قليلة جداً من الأمطار، وصولاً إلى الصحراء الكبرى؛ منطقة وسطى تنقسم إلى قسمين يفصل بينهما بركان جبل مرة، والذي يصل ارتفاعه إلى 3.000 متر فوق مستوى سطح البحر وتحيط به سهول رملية وصخرية إلى الشرق والغرب؛ ومنطقة جنوبية وهي غنية بتربة طميية وأمطار سنوية غزيرة.
سلطنة دارفور كانت إحدى الممالك التي تمتد عبر وسط أفريقيا. وفي عهد التركية السابقة غزا القائد السوداني الزبير باشا سلطنة الفور، وضمها إلى الخديوية المصرية. واستمر هذا حتى قيام الحرب المهدية (1881–1889)، عندما فرضت السلطات الإنجليزية المصرية قيود مؤقتة بواسطة قوات محمد أحمد، حتى عادت السيطرة الإنجليزي المصرية على المنطقة في أعقاب معركة أم درمان في 2 سبتمبر 1898. عام 1899، أصبح علي دينار سلطاناً على دارفور بموافقة السردار لورد كيتشنر، بشرط أن يدفع جزية سنوية للبريطانيين. العلاقات بين دينار والإنجليز-المصريين كانت تسير بمساعدة المفتش العام رودولف كارل فون سلاتين الذي كان على دراية بمنطقة دارفور وشعبها.
ظل الوضع على ما هو عليه حتى بدأ النزاع ماهية الحدود الغربية المحددة لدرافور ومن الأحق «بالسيادة» على مناطقها الحدودية. كان البريطانيون يعتقدون أن التأجيل سيحل هذه النزاعات، بالترافق مع الدعاية المناهضة للحكومة، والتي ستؤدي لتغيير الموقف تجاه دينار إلى جانبهم. لم تساعد اعتقاداهم مع رفض دينار السماح لأي أوروپي بالدخول إلى دارفور. تسببت السياسة الداخلية لدينار بالفوضى الداخلية بين السكان العرب الذين كانوا ضده بصفة عامة، أو في حالة قبيلة الرزيقات من جنوب غرب دارفور، والتي كانت «تعاديه علناً».
عند سماع أخبار الحرب بين الامبراطورية البريطانية والدولة العثمانية، أصبح السلطن علي دينار أكثر جرأة، وفي أبريل 1915 تخلى عن ولائه للحكومة الإنجليزية-المصرية في السودان، وأعلن أنه موالي للخلافة العثمانية وعقد اتفاق معهم عن طريق السنوسيين. في ذلك الوقت، كان عدد سكان دارفور أقل من 1.000.000 نسمة يحكمهم ما يوصف «بجيش العبيد» وقوامه حوالي 10.000 رجل. بحلول ديسمبر، تدهورت الأوضاع إلى حد أن وحدة صغيرة من سلاح الهجانة المصري، كانت قد أرسلت لحماية التجارة في النهود، وفي نفس الوقت تكون قوة تحذيرية ضد الهجوم المحتمل من دينار على قبيلة الرزيقات. وبدلاً من التصدي لتلك القوة قام دينار بنقل قواته - 14 فارس و20 من المشاة - إلى جبل الهيلة المعزز. ومع ذلك، وبمرور الوقت اعتقد البريطانيون أنا كن يستعد لغزو السودان.

## التجريدة

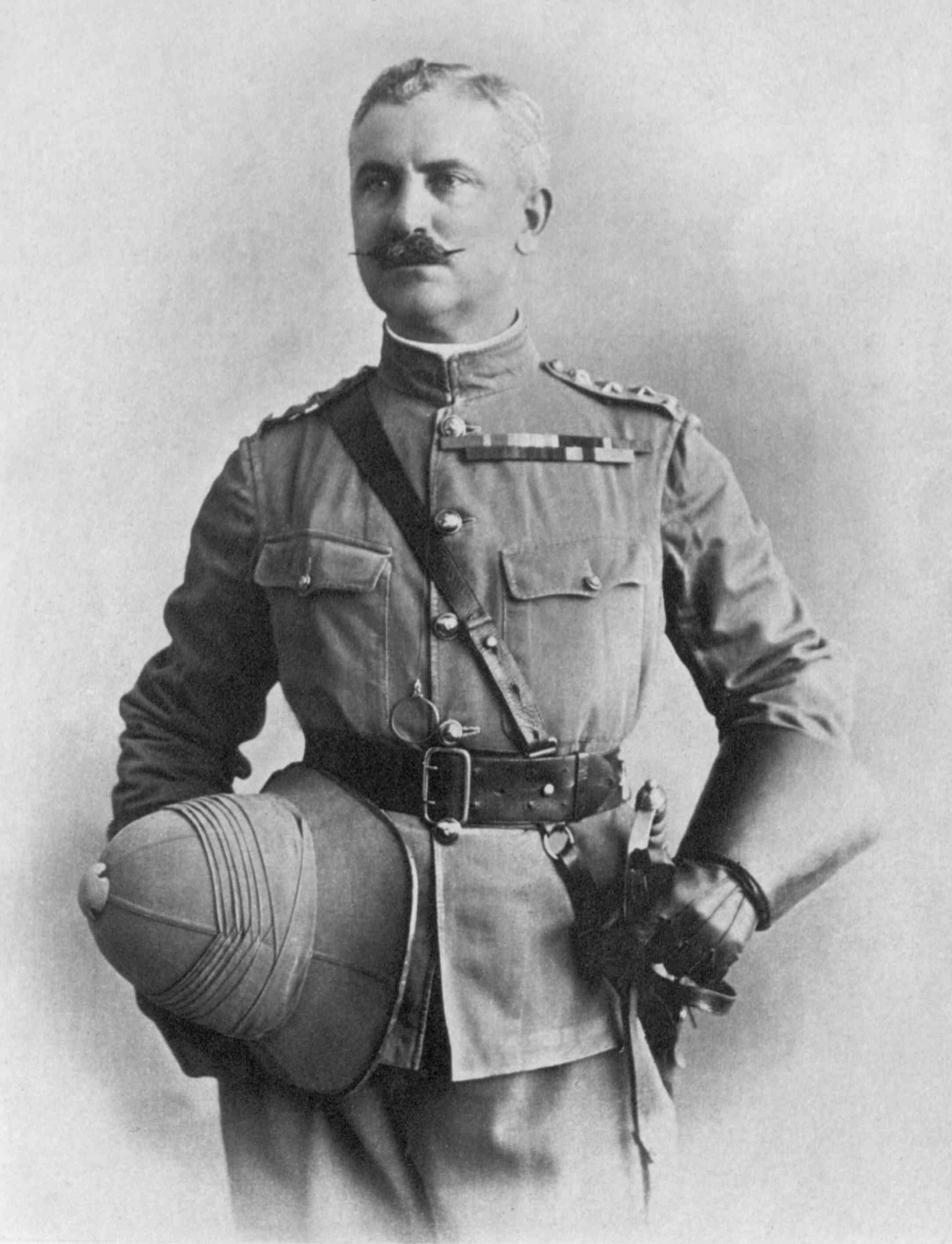
سردار ريجنالد ونجت

لمواجهة التهديد المتوقع على السودان، السردار ريجنالد ونجت حشد قوة عند النهود. كان القائد البريطاني المقدم فليپ جيمس ڤاندلير كـلي، من فرقة الفرسان الملكية الثالثة، على سبيل الإعارة للجيش المصري. كانت القوة تتكون من:
- سريتين من المشاة، بقيادة الميجور كوبدن، رماح 9.
- خمس شركات من فيلق الجمل، بقيادة الرائد هدلستون.
- ست شركات من ال13 وكتائب ال14، المشاة السودانية بقيادة الرائد بايلي، الملكية الويلزية التذكار والرائد درويل، مشاة البحرية الملكية المشاة الخفيفة.
- شركتان من الكتيبة العربية، بقيادة الرائد كوان، كاميرون المرتفعات.
- شركتان من الكتيبة 14، المشاة المصرية.
- اثنان مدفعية 12-pounder ، والتي شملت أيضا اثنين من «مكسيم» مدفع رشاش، بقيادة الرائد سبينكس المدفعية الملكية.
- واحد مكسيم بطارية مدفع رشاش.[4][8]

برفقة وحدات طبية وأخرى غير مقاتلة، كان إجمالي القوات 2.000 رجل. أيدت المخابرات نظرية أن دينار كان سيغزو السودان، ولذا ففي مارس 1916 أمر ونكت كـِلي بعبور الحدود واحتلال جبل الهيلة وأم شنقة. توفر القريتان مصدراً دائماً لإمدادات المياه وكانتا على الطريق إلى الفاشر، عاصمة دينار.
في 16 مار، تحركت ست سرايا من فيلق الجمل والتي شنت الكشافة المشاة، بدعم من بطارية المدفعية 12 مدقة وبطارية مدفع رشاش مكسيم، عبرت حدود دارفور وبعد أربع أيام احتلت أم شنقة. كان هناك معارضة وحيدة نقطة رصد صغيرة والتي أجبرت على الانسحاب. على غير المتوقع، عند وصول القوات الإنكليزية المصرية وجدت أن مورد المياه في أن شقنة شحيح. مع توقع أن يصل القسم الأكبر من قواته في هذا المساء، وفي ظل توافر مياه تكفي ليومين فقط، اعتبر فكر كـِلي في الانسحاب إلى السودان. بدلاً من ذلك، قسم قواته، وشكل صف متحرك سريع، يتكون من ثلاثين الكشافة مشاة محمولة، 240 رجلا من فيلق الجمل، قطعتي مدفعية وثمانية مدافع مكسيم، والذي ترك جبل الهيلة في 22 مارس.

### جبل الهيلة
واجه صف كـِلي الطائر معارضة محدود فقط من فرق استطلاع الفور حتى وصوله موقع يبعد 6.4 كم عن جبل الهيلة. هناك قوة تضم 800 من خيالة الفور حاولة محاصرتهم، وقاموا فقط بمنعهم من فعل ذلك بإطلاق المدافع الآلية الأنكلو-مصرية. بتقدمهم 3.2 كم أخرى عثروا على تمركز كبير لقوات الفور في وادي مشجر، والتحموا معهم مستخدمين المدفعية والمدافع الآلية. بعد اجبارهم قوات الفور على التشتت، وصلت القوات جبل الهيلة في الساعة 14.15، وقامت بتأمين الآبار بدون أي معارضة أخرى. أمر كـِلي فرقة إستطلاع صغيرة بفحص الآبار عند لقد على بعد 3.2 كم، والتي تم احتلالها بالقوة، عندما وصلت بقية قوات كـِلي في 26 مارس. أثناء تقدمهم، وصفت خسائر القوات الأنكلو-مصرية بأنها «ضئيلة» بينما كانت قوات الفور قد فقدت 20 رجل بين قتيل وجريح. باحتلال جبل الهيلة، كان القوات الأنجلو-مصرية قد أمنت أحد الطرق المؤدية لغزو السودان.
جيش الفور الرئيسي كان يتمركز في عاصتمتهم الفاشر وكان عدد ما بين 4.000 و6.000 رجل مع إمدادات كافية من الذخيرة. كانت ذخيرتهم تتراوح ممن أسلحة بندقية الإلقام الفوهي القديمة، مثل بنادق مارتيني-هنري ورمينكتون والشوزن، إلى الرماح، الدروع والتروس. كانوا مدعمين بعدد غير معروف من قوات المساعدة المسلحة بالرماح فقط. في الوقت نفسه كان دينار قد جمع قواته من المناطق الأخرى إلى العاصمة. هؤلاء في اتصالهم بالقوات الأنجلو-مصرية وبعدد محدود من التحصينات، بدلاً من ذلك تم جمعها في بوروش وقدادة.

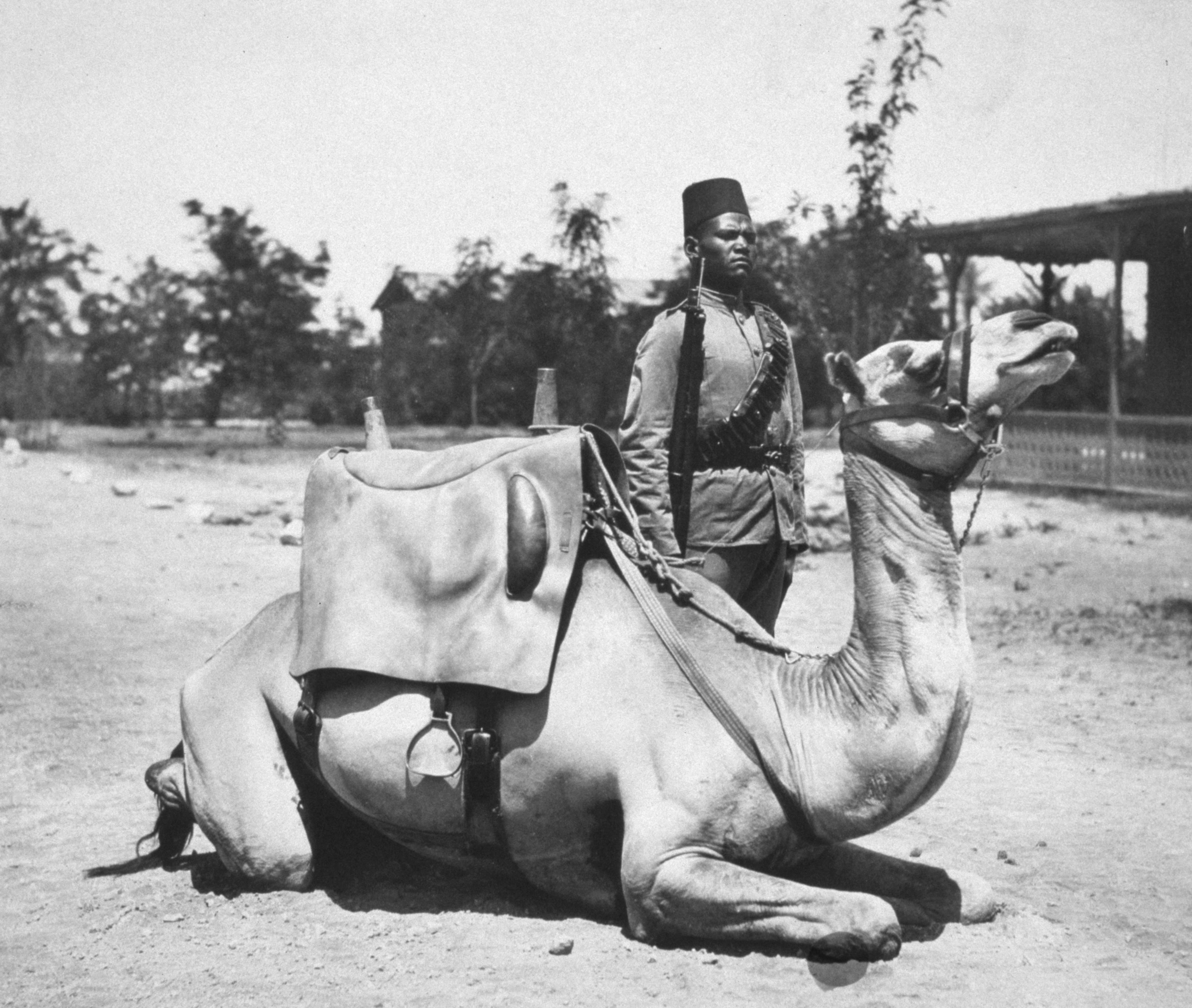
جندي في سلاح الهجانة في جيش السودان الأنكلو-مصري.

### مشكلات الإمداد
اعتقد ونكت أن دينار سيتجنب خوض معركة كبيرة في الولايات، لكنه بدلاً من ذلك سيجمع قواته في الفاشر، حتى يبدأ موسم الأمطار، مما يكون في صالحهم من أجل خوض قتال بأسلوب حرب العصابات وشن الغارات على القوات الأنجلو-مصرية وخطوط اتصالاتهم. ومع ذلك، فقد كان الاهتمام الآني لكـِلي هو توفير المياه وإمدادات أخرى لقواته. تزامن وجود القوات الأنجلو-مصرية مع فترة عدم هطول الأمطار وفي حالة إستخدامهم لجميع الإمدادات الغذائية المحلية، ستكون أقرب نقطة إمداد لهم على طريق السكك الحديدة عند الأبيض على بعد 480 كم غرباً. للتغلب على بعض من مشكلات الإمداد بدأ ونكت في إنشاء طريق مناسب للقاطرات، والتي كان قد حصل عليها لإستكمال نقل جماله. يمتد الطريق من خط السكك الحديدية عند الرهد حتى التويشة ثم إلى العاصمة الفاشر، بطول حوالي 740 كم. عند اكتماله، ستستغرق الرحلة على الطريق بالمركبات، من خط السكك الحديدية إلى العاصمة، أربع أيام. الجنرال السير أرشيبولد مري، قائد قوة التجريدة المصرية الذي حارب في حملة سيناء وفلسطين، شكل فيلق ملكي طائر لإرسال سرب من أربع طائرات، 15-pounder guns وذخيرة، وحدات اتصالات لاسلكية، ومركبات نقل خفيفة، لمساعدة التجريدة.

### ديبيس وكولمه
السلطان علي دينار، فر إلى جبل مرة على بعد 80 كم جنوب-غرب الفاشر، بصحبة حوالي 2.000 رجل، لم تكن قوات كـِلي قادرة على تعقبه على الفور، بسبب الإرهاق وعدم وجود إمدادات. ومع ذلك، فقد قبل دينار العرض الأنجلو-مصري بالتفاوض حول شروط الإستسلام. استمرت المفاوضات حتى 1 أغسطس، عندما أوقفها كـِلي، لاعتقاده أن دينار كان يراوغ من أجل كسب الوقت. بدأ أتباع دينار بالتخلي عنه وعند هذه النقطة فقط تركه حوالي 1.000 رجل. قوات كـِلي عند هذه المرحلة كانت قد احتلت قبقبية على بعد 130 كم غرب الفاشر. هدلستون، وقوات الهجانة المرافقين له ورجال من كتيبة 13 مشاة السودانية، قطعتي مدفعية وأربع مدافع مكسيم - 200 رجل - تم إرسالهم لاحتلال ديبيس على بعد 180 كم جنوب-غرب الفاشر. وصلوا ديبيس في 13 أكتوبر، واشتبكوا مع قوات الفور والتي كانت تتألف من 150 رجل مسلح بالبنادق و1.000 رجل مسلح بالرماح، وهزموهم بعد قتال قصير. في أعقاب ذلك، بدأ دينار مرة أخرى التفاوض مع الأنجلو-مصريين. وعندما اتضح أن دينار كان يرواغ فقط، أرسل كــِلي 100 رجل من كتيبة 13 مشاة المشاة السودانية لتعزيز هودلستون.

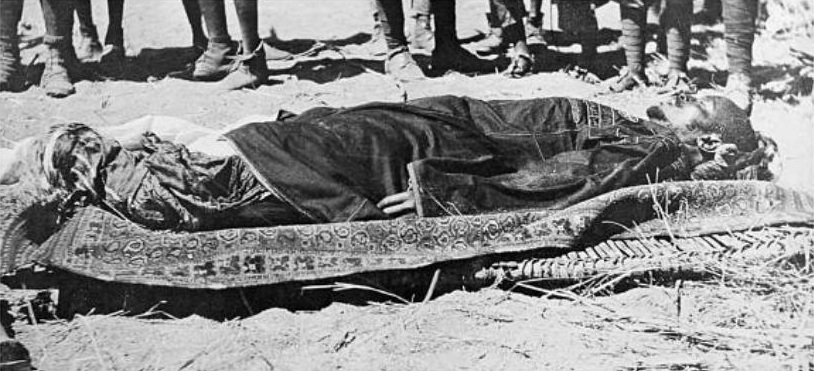
جثمان علي دينار، نوفمبر 1916.

اكتشف هودلستون أن دينار كان مختبئاً في كولمه على بعد 80 كم غرباً. ما تبقى من قوات الفور كانوا في حالة مذرية، الجوع والأمراض وكان يتوقع منهم مقاومة محدة د لقوات هودلستون. بدون انتظار التعزيزات تحرك هودلستون إلى كولمه. باحتلال القرية بدون مقاومة تذكر في 3 نوفمبر، أسروا المئات واستولوا على معظم المخازن العسكرية المتبقية لدى دينار. بعض من أفراد عائلته استسلموا على الفور.
دينار، متجنباً معركة، فرد إلى جبل جوبا إلى الجنوب الغربي من كولمه. بعد يومين، في 5 نوفمبر، هودلستون برفقة 150 رجل، قطعة مدفعية وأربع مدافع مكسيم، على الخيل التي تم الإستيلاء عليها، انطلقت لتعقبه. وصل هودلستون معسكر دينار في 6 نوفمبر وفتح النيران على مدى 460 من مخيم الفور. عثرت قوات هودلستون على جثمان دينار وقد أطلق عليه الرصاص في الرأس.

## النتائج
بعد التجريدة، لم تعد دارفور مستقلة، وأصبحت وسكانها، جزءاً من السودان. وأرسلت بريطانيا فاتورة بقيمة 500.000 جنيه إسترليني إلى الحكومة المصرية وهي قيمة التجريدة لدفعها من قبل المصريين. كذلك تم تكريم القادة البريطانيين في التجريدة، عام 1917، أصبح ونجت مفوض بريطاني رفيع المستوى في مصر. قائد التجريدة الأنجلو-مصرية، كـِلي، أصبح أول حاكم لولاية دارفور وكان مكتبه يقع في حجرة العرش بقصر السلطان علي دينار حتى مايو 1917. بعدها تم ترقيته لرتبة عميد ومُنح قيادة لواء الخيالة الخامس، والذي كان جزءاً من شعبة الخيالة الأسترالية الذي يحارب في فلسطين.